# Musée d'histoire de la préfecture d'Ōita

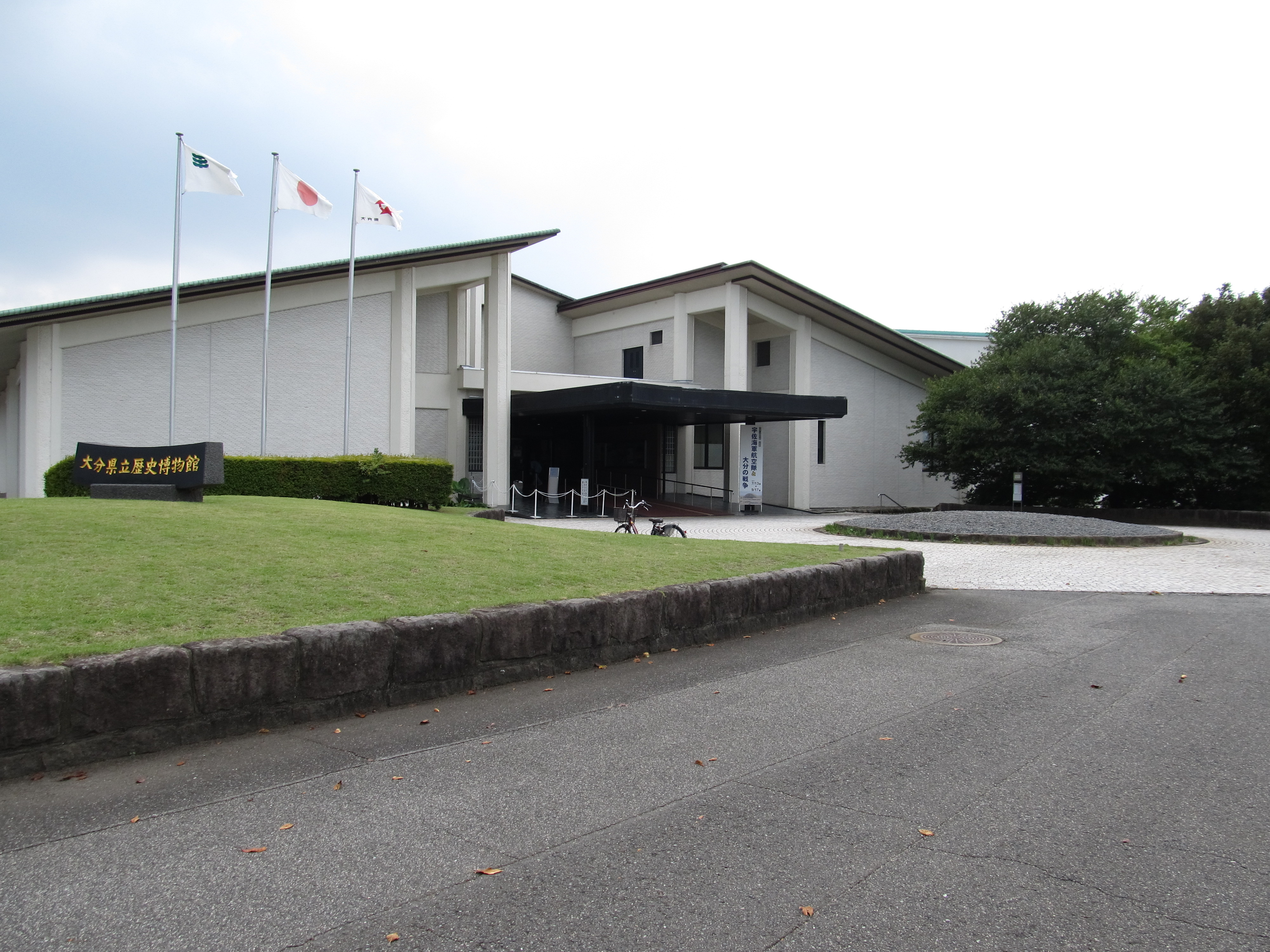
Musée d'histoire de la préfecture d'Ōita

Le Musée d'histoire de la préfecture d'Ōita (大分県立歴史博物館, Ōita kenritsu rekishi hakubutsukan) est un musée japonais d'histoire situé à Usa, dans la préfecture d'Ōita consacré à l'histoire et à la culture de cette préfecture. 

## Historique
Le Musée d'histoire de la préfecture d'Ōita a ouvert ses portes à Usa, préfecture d'Ōita au Japon en 1998, en remplacement du Usa Fudoki-no-Oka (宇佐風土記の丘) de 1981.

## Collections
La collection est organisée autour de thèmes comprenant la vie et l'ancien bouddhisme dans l'ancienne province de Toyo et dans la péninsule de Kunisaki ainsi que la culture d'Usa Hachiman-gū et de Fuki-ji.

## Sources
- (en) Cet article est partiellement ou en totalité issu de l’article de Wikipédia en anglais intitulé « Ōita Prefectural Museum of History » (voir la liste des auteurs).